# The Guessing Game
The Guessing Game – dziewiąty album studyjny brytyjskiej grupy muzycznej Cathedral. Wydawnictwo ukazało się 26 marca 2010 roku nakładem wytwórni muzycznej Nuclear Blast. Nagrania zostały zarejestrowane w Chapel Studios w South Thoresby w Lincolnshire w listopadzie 2009 roku. Płyta zadebiutowała na 31. miejscu greckiej listy sprzedaży.

## Lista utworów
Opracowano na podstawie materiału źródłowego.
CD 1
1. "Immaculate Misconception" (Smee) - 02:24
2. "Funeral of Dreams" (Dorrian, Jennings) - 08:28
3. "Painting in the Dark" (Dorrian, Jennings) - 06:18
4. "Death of an Anarchist" (Dorrian, Jennings) - 07:12
5. "The Guessing Game" (Jennings) - 03:08
6. "Edwige's Eyes" (Dorrian, Jennings) - 07:08
7. "Cats, Incense, Candles & Wine" (Dorrian, Jennings) - 06:01

CD 2
1. "One Dimensional People" (Smee) - 02:30
2. "The Casket Chasers" (Dorrian, Jennings) - 06:41
3. "La Noche del Buque Maldito (aka Ghost Ship of the Blind Dead)" (Dorrian, Jennings, Smee) - 05:46
4. "The Running Man" (Dorrian) - 08:46
5. "Requiem for the Voiceless" (Dorrian, Jennings) - 09:50
6. "Journeys into Jade" (Dorrian, Jennings) - 10:36

## Twórcy
Opracowano na podstawie materiału źródłowego.
| - Lee Dorrian - oprawa graficzna, śpiew, sampler, inżynieria dźwięku, zdjęcia - Garry Jennings - gitara prowadząca, instrumenty perkusyjne - Leo Smee - gitara basowa, instrumenty klawiszowe - Brian Dixon - perkusja - Shaun Hyder - sitar - Munch - instrumenty klawiszowe | - Sarah Anderson - skrzypce, altówka - Warren Riker - produkcja muzyczna, miksowanie - Maor Appelbaum - mastering - Ben Rhodes - inżynieria dźwięku - Ewan Davies - inżynieria dźwięku - Dave Patchett - okładka |